# Penthophera morio
Penthophera morio is een vlinder uit de familie van de spinneruilen (Erebidae) en de onderfamilie van de donsvlinders (Lymantriinae). De wetenschappelijke naam werd gepubliceerd in 1767 door Carl Linnaeus. Het is de enig bekende soort in het geslacht Penthophera.

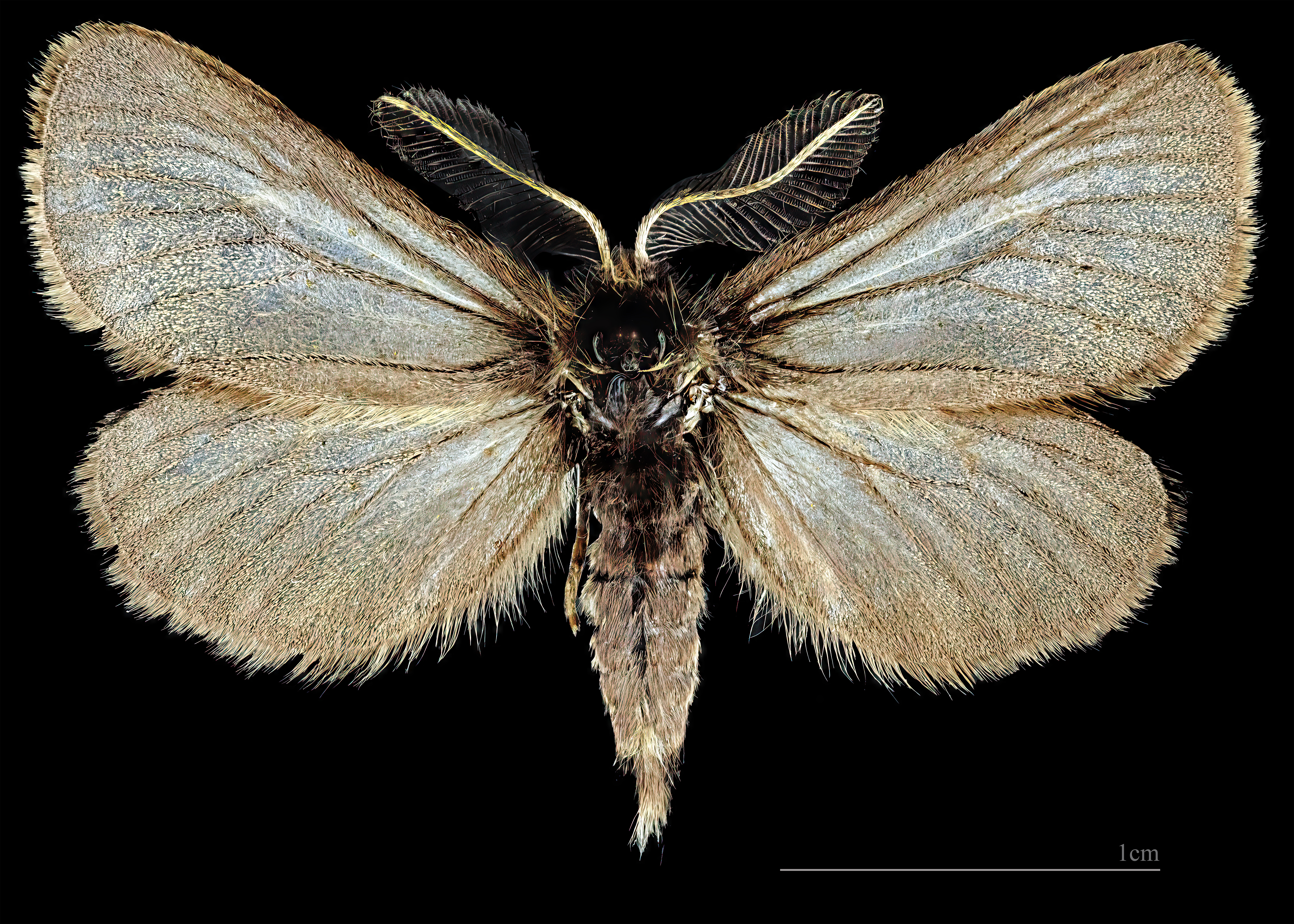
♂
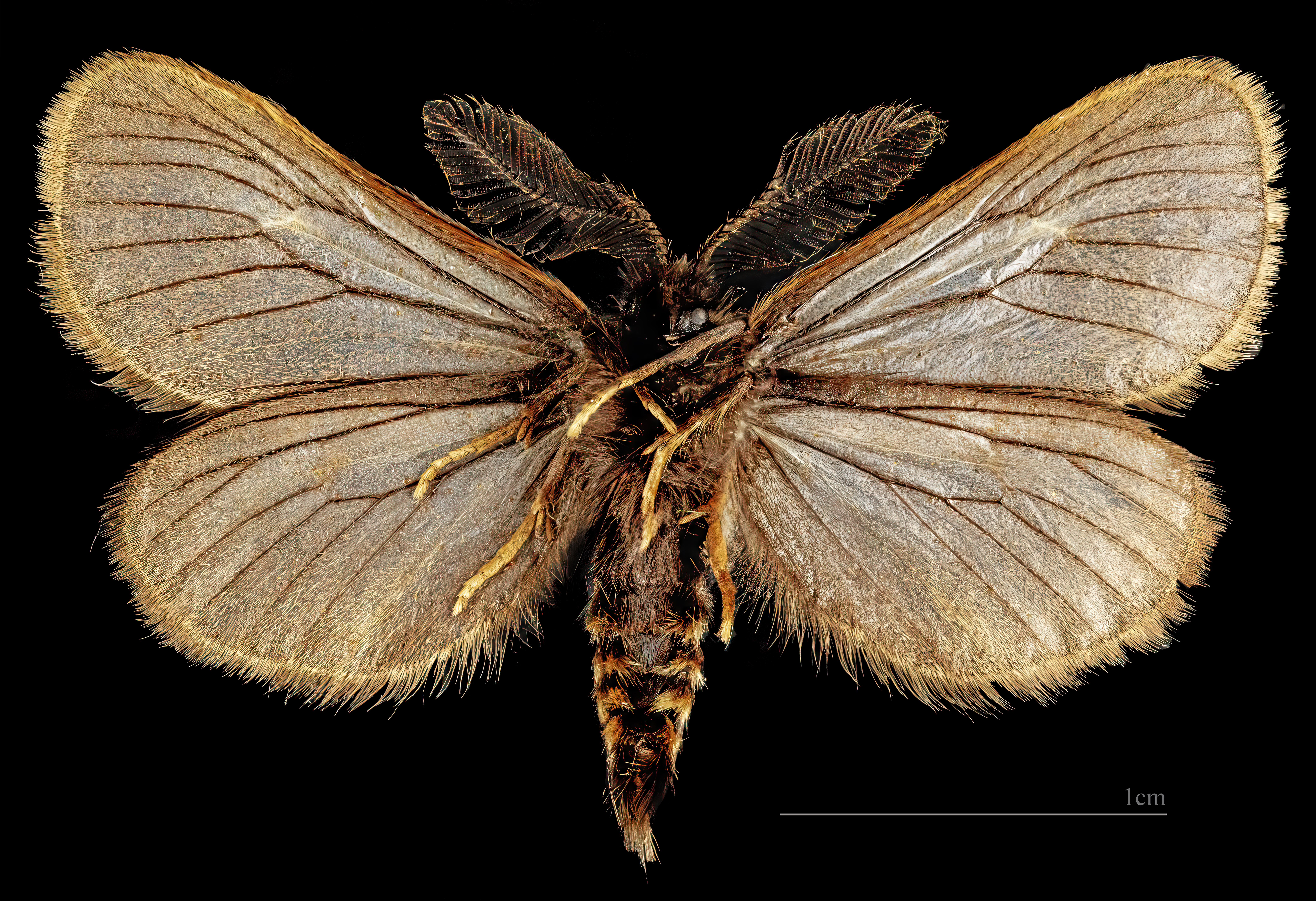
♂ △

De nachtvlinder komt voor in Europa.